# Елмвуд (Висконсин)
Елмвуд (енгл. Elmwood) град је у америчкој савезној држави Висконсин.

## Демографија
По попису из 2010. године број становника је 817, што је 24 (-2,9%) становника мање него 2000. године.
| Група             | 2000.       | 2010.       |
| Белци             | 823 (97,9%) | 784 (96,0%) |
| Афроамериканци    | 1 (0,1%)    | 1 (0,1%)    |
| Азијати           | 1 (0,1%)    | 1 (0,1%)    |
| Хиспаноамериканци | 12 (1,4%)   | 25 (3,1%)   |
| Укупно            | 841         | 817         |